# NGC 4441
NGC 4441 је спирална галаксија у сазвежђу Змај која се налази на NGC листи објеката дубоког неба.
Деклинација објекта је + 64° 48' 8" а ректасцензија 12h 27m 20,2s. Привидна величина (магнитуда) објекта NGC 4441 износи 12,5 а фотографска магнитуда 13,4. Налази се на удаљености од 19,0000 милиона парсека од Сунца. NGC 4441 је још познат и под ознакама UGC 7572, MCG 11-15-56, CGCG 315-39, IRAS 12250+6504, PGC 40836.